# Neocallitropsis pancheri
Neocallitropsis pancheri bildet benadelte Sträucher oder kleine Bäume. Sie ist die einzige Art in der daher monotypischen Gattung Neocallitropsis aus der Familie der Zypressengewächse (Cupressaceae). Das Verbreitungsgebiet der Art liegt auf Grande Terre, der Hauptinsel Neukaledoniens.

## Beschreibung
Neocallitropsis pancheri sind immergrüne Sträucher oder kleine Bäume, die Wuchshöhen von 4 bis 6, selten bis 10 Metern und Stammdurchmesser von 30 bis 50 Zentimeter erreichen. Die Stammborke ist grau und blättert in dünnen Streifen ab. Die Äste sind ausladend oder aufsteigend, Zweige zweiter Ordnung sind aufsteigend oder aufgerichtet und bilden eine konische, öfters runde oder flache Krone. An den letzten 10 bis 15 Zentimeter der Äste stehen belaubte Zweige in dichten Gruppen von 20 bis 30. Diese stehen ebenfalls aufrecht, sind selten verzweigt, erreichen eine Länge von 20 Zentimeter und Durchmesser von 5 bis 10, selten bis 12 Millimeter. Sie sind dicht mit Blättern bedeckt.
Die Blätter stehen in Wirteln aus vier Blättern, wobei das jeweils folgende Wirtel in einem Winkel von 45° zum vorhergehenden steht, und sich so scheinbar 8 Reihen von Blättern bilden. Die Blätter sind gelblich grün oder grün, ledrig, steif, gekielt, lanzettlich, mit breiter Basis, 6 bis 15 Millimeter lang und 1,8 bis 2,5 Millimeter breit. Der Blattrand ist klein gesägt, das Blattende stechend spitz. Sie zeigen abaxial zwei Spaltöffnungsstreifen, adaxial sind die Spaltöffnungen in mehrerer Linien angeordnet.
Die Pollenzapfen stehen an Zweigenden, werden 10 bis 12 Millimeter lang, haben Durchmesser von 6 bis 7 Millimeter und sind eiförmig bis beinahe rund. Die Mikrosporophylle sind in drei bis vier wechselständigen, vierzähligen Wirteln angeordnet. Sie sind 3 bis 6 Millimeter lang und 2 Millimeter breit, schildförmig-rhombisch, spitz bis lang zugespitzt mit selten ab zwei, meist sechs bis 14 abaxialen, kleinen Pollensäcken. Die Samenzapfen stehen an den Enden kurzer Zweige und reifen innerhalb eines Jahres zu 15 Millimeter langen Zapfen mit ausgebreiteten Deckschuppen. Die reifen Deckschuppen stehen in zwei wechselständigen, vierzähligen Wirteln. Die Schuppen sind pfriemlich bis linealisch, die basalen Schuppen werden etwas größer und sind 10 bis 12 Millimeter lang und 3 Millimeter breit, die vorderen Schuppen werden 8 bis 10 Millimeter lang und 2 Millimeter breit. Je Zapfen werden ein bis zwei, selten bis vier Samen gebildet. Sie sind schief-eiförmig, spitz, 6 bis 7 Millimeter lang und 2,5 bis 3,5 Millimeter breit, hellbraun mit zwei, selten drei 0,5 bis 0,7 Millimeter breiten Flügeln.

## Verbreitung, Ökologie und Gefährdung
Das Verbreitungsgebiet der Art liegt hauptsächlich im Südosten von Grande Terre (Neukaledonien), nur ein Vorkommen gibt es in der Nordprovinz am Mt. Paéoua. Man findet sie im tropischen Klima mit reichlichem, ganzjährigem Niederschlag entlang von Wasserläufen und niedrigeren Hügelketten in Höhen bis 950 Metern. Sie wächst an Wasserläufen häufig zusammen mit den Harzeiben Dacrydium araucarioides, Dacrydium guillauminii und Dacrydium vieillardii, in andere Gebieten auch mit der Schmuckzypresse Callitris neocaledonica, der Steineibe Podocarpus novae-caledoniae und Vertretern der Familie der Sauergrasgewächse (Cyperaceae).
In der Roten Liste der IUCN wird Neocallitropsis pancheri als stark gefährdet („endangered“) geführt. In den letzten 100 Jahren ging die Population um mehr als 50 % zurück. Für 2010 wird die Gesamtpopulation auf 2.500 bis 10.000 Bäume geschätzt, die verstreut auf insgesamt 32 km2 in nur mehr drei Gebieten vorkommen (Paéoua im Norden und Montagne des Sources und Plaine des Lacs/Chute de Madelaine im Süden). Doch sind auch diese Vorkommen stark fragmentiert in Gruppen von wenigen bis einigen hundert Einzelbäumen am sogenannten Plateau des Callitropsis. Die einzige Population im Norden der Insel am Mt. Paéoua besteht nur aus 45 Bäumen. Die Hauptgefahr geht dabei von Waldbränden aus, das Verbreitungsgebiet im Norden ist auch durch Bergbau gefährdet. Mehrere Vorkommen wurden durch ein Dammprojekt überflutet. Im Süden der Insel stehen einige Populationen in geschützten Bereichen und es werden Maßnahmen ergriffen, um das Verbreitungsgebiet zu sichern und zu vergrößern, trotzdem nimmt die Gesamtpopulation ab.

## Systematik und Forschungsgeschichte
Neocallitropsis pancheri ist die einzige Art der daher monotypischen Gattung Neocallitropsis in der Familie der Zypressengewächse (Cupressaceae). Die Art wurde 1867 von Élie-Abel Carrière als Eutacta pancheri (Basionym) erstbeschrieben, damit wurde sie der Gattung Eutacta zugeordnet, die Synonym für die Gattung der Araukarien (Araucaria) verwendet wird. Sie wurde ein weiteres Mal 1922 von Robert Harold Compton als Callitropsis araucarioides (Synonym) beschrieben, und von Carl Rudolf Florin 1944 als Neocallitropsis araucarioides (Synonym) in die von ihm erstellte Gattung Neocallitropsis gestellt. David John de Laubenfels ordnete ihr 1972 den Namen Neocallitropsis pancheri zu. Von manchen Autoren wird die Art auch als Callitris pancheri (Carrière) Byng in die Gattung Callitris gestellt.
Der Gattungsname Neocallitropsis leitet sich vom lateinischen Wort neo für „neu“ und vom Gattungsnamen Callitropsis ab, den Compton verwendete. Das Artepitheton pancheri erinnert an den französischen Botaniker A. I. Pancher (1814–1877).

## Verwendung
Aus dem Harz wird ein Öl hergestellt, das als „Araucaria oil“ auf Grande Terre verkauft wird. Auf der Insel wird sie auch als Ziergehölz verwendet.